# ناقوس کلیسا
ناقوس کلیسا (انگلیسی: Church bell) در سنت مسیحیت یک ناقوس است که در ساختمان کلیسا به صدا در می‌آید تا مردم را برای مقاصد مختلف، به حضور در کلیسا فراخوانی و دعوت کند .
معمولاً در مراسم های مختلف مانند مراسم ازدواج و مراسم خاکسپاری نیز این ناقوس در کلیسا نواخته می‌شود.